# Comuna Dovhopole, Verhovîna
Dovhopole (în ucraineană Довгополе) este o comună în raionul Verhovîna, regiunea Ivano-Frankivsk, Ucraina, formată din satele Dovhopole (reședința), Kohan și Poleankî.

## Demografie
Componența lingvistică a comunei Dovhopole
     Ucraineană (99,78%)
     Alte limbi (0,22%)
Conform recensământului din 2001, majoritatea populației comunei Dovhopole era vorbitoare de ucraineană (99,78%), existând în minoritate și vorbitori de alte limbi.